# 쇼촌 (오카야마현)
쇼촌(庄村)은 오카야마현 쓰쿠보군에 있던 촌이다. 1971년 3월 8일에 구라시키시에 편입해 폐지되었다. 현재의 구라시키시에 해당한다.

## 역사
- 1889년 6월 1일 - 정촌제 시행에 의해 쓰우군 쇼촌이 발족하였다.
- 1900년 4월 1일 - 쓰우군이 구보야군과 합병해 쓰쿠보군이 되었다.
- 1971년 3월 8일 - 구라시키시에 편입, 동일 쇼촌은 폐지되었다.

### 참고문헌
- 岡山県総務部統計課, 편집. (1970년 10월 1일). 《岡山県市町村勢要覧》. 昭和44年刊. 岡山: 岡山県統計協会. doi:10.11501/9528441. OCLC 703790315. 다음 글자 무시됨: ‘和書 ’ (도움말);
- 山陽新聞社, 편집. (1970년 10월 1일). 《山陽年鑑》. 昭和46年版. 岡山: 山陽新聞社. doi:10.11501/9572432. OCLC 703818864. 다음 글자 무시됨: ‘和書 ’ (도움말);
- 庄村誌編纂委員会, 편집. (1971년 12월). 《庄村誌》. 倉敷: 倉敷市. OCLC 1020882728. 다음 글자 무시됨: ‘和書 ’ (도움말);
- 角川日本地名大辞典編纂委員会, 편집. (1989년 7월 8일). 《角川日本地名大辞典》 33. 東京: 角川書店. doi:10.11501/12288356. ISBN 978-4-04-001330-5. OCLC 673246624. 다음 글자 무시됨: ‘和書 ’ (도움말);